# دانیل رید (بازیکن تنیس روی میز)
دانیل رید (انگلیسی: Daniel Reed؛ زادهٔ ۵ دسامبر ۱۹۸۹) یک بازیکن تنیس روی میز اهل بریتانیا است. 
وی در مسابقات کشوری و بین‌المللی در مجموع برنده ۲ مدال نقره، ۱ مدال برنز شده‌است.